# Vasilina Jandoshka
Vasilina Jandoshka (en bielorruso: Васіліна Хандошка; Minsk, 16 de agosto de 2001) es una deportista bielorrusa que compite en natación sincronizada.
Ganó tres medallas en el Campeonato Mundial de Natación entre los años 2024 y 2025, y medalla de bronce en el Campeonato Europeo de Natación de 2021.

## Palmarés internacional
| Campeonato Mundial | Campeonato Mundial  | Campeonato Mundial | Campeonato Mundial |
| Año                | Lugar               | Medalla            | Prueba             |
| ------------------ | ------------------- | ------------------ | ------------------ |
| 2024               | Doha (Catar)        | Medalla de bronce  | Solo libre         |
| 2025               | Singapur (Singapur) | Medalla de plata   | Solo técnico       |
| 2025               | Singapur (Singapur) | Medalla de bronce  | Solo libre         |
| Campeonato Europeo |                     |                    |                    |
| Año                | Lugar               | Medalla            | Prueba             |
| 2021               | Budapest (Hungría)  | Medalla de bronce  | Solo técnico       |